# Радгоспна
Радго́спна — пасажирський залізничний зупинний пункт Шевченківської дирекції Одеської залізниці на лінії Тараса Шевченка — Помічна між станцією Капітанівка (відстань — 6,5 км) та зупинним пунктом Турія (3,9 км). Розташована поруч із селом Прищепівка.

## Рух поїздів
Зупинна платформа Радгоспна обслуговує пасажирів приміського сполучення.
Потяги приміського сполучення:
- Тараса Шевченка — Новомиргород
- Тараса Шевченка — Помічна